# Белфонт (Пенсильвания)
Белфонт (англ. Bellefonte) — город и административный центр округа Сентер штата Пенсильвания. Город расположен к северо-востоку от Стейт-Колледжа. В городе в разное время проживали пять будущих  губернаторов Пенсильвании. В городе много зданий, относящихся к викторианской архитектуре.

## История
Белфонт основан в 1795 году Джеймсом Данлопом и Джеймсом Харрисом. Через некоторое время город стал связующим звеном между Питтсбургом и Гаррисбергом. В городе в разное время проживали пять будущих  губернаторов Пенсильвании, скульптуры с изображением которых расположены в центре города в парке Талейран.

## Физико-географическая характеристика

### География
Белфонт расположен в долине хребта Ниттани и долины Аппалачей. Город имеет общую площадь 4,7 км 2.

### Климат
По классификации климата Кёппена, Белфонт имеет влажный континентальный климат.
Зимой температура в среднем -2,7 °C с нередкими отклонениями от нормы. Почти каждой зимой выпадает снег. Лето в Белфонт умеренное, средняя температура 22,3 °C. Годовое количество осадков составляет в среднем 105 см, а годовой снегопад в среднем составляет 111 см.

## Демография
| Год  | Численность | Численность |
| ---- | ----------- | ----------- |
| 1810 | 303         |             |
| 1820 | 433         |             |
| 1830 | 698         |             |
| 1840 | 1032        |             |
| 1850 | 1179        |             |
| 1900 | 4216        |             |
| 1950 | 5651        |             |
| 2000 | 6395        |             |
| 2010 | 6187        | [ 5 ]       |
| 2020 | 6105        |             |